# Johann Baptist Kraus (Pfarrer)

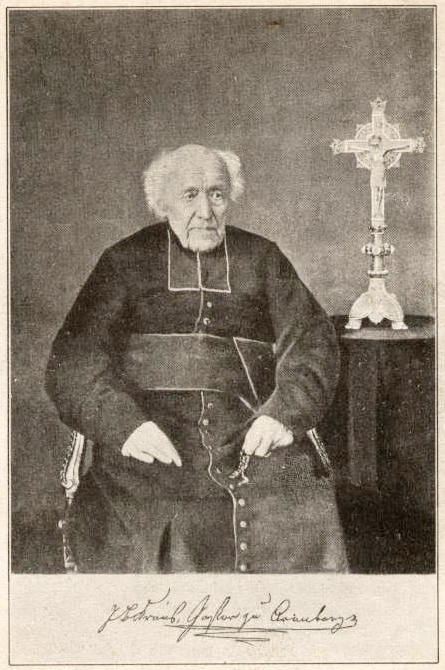
Pfarrer Johann Baptist Kraus

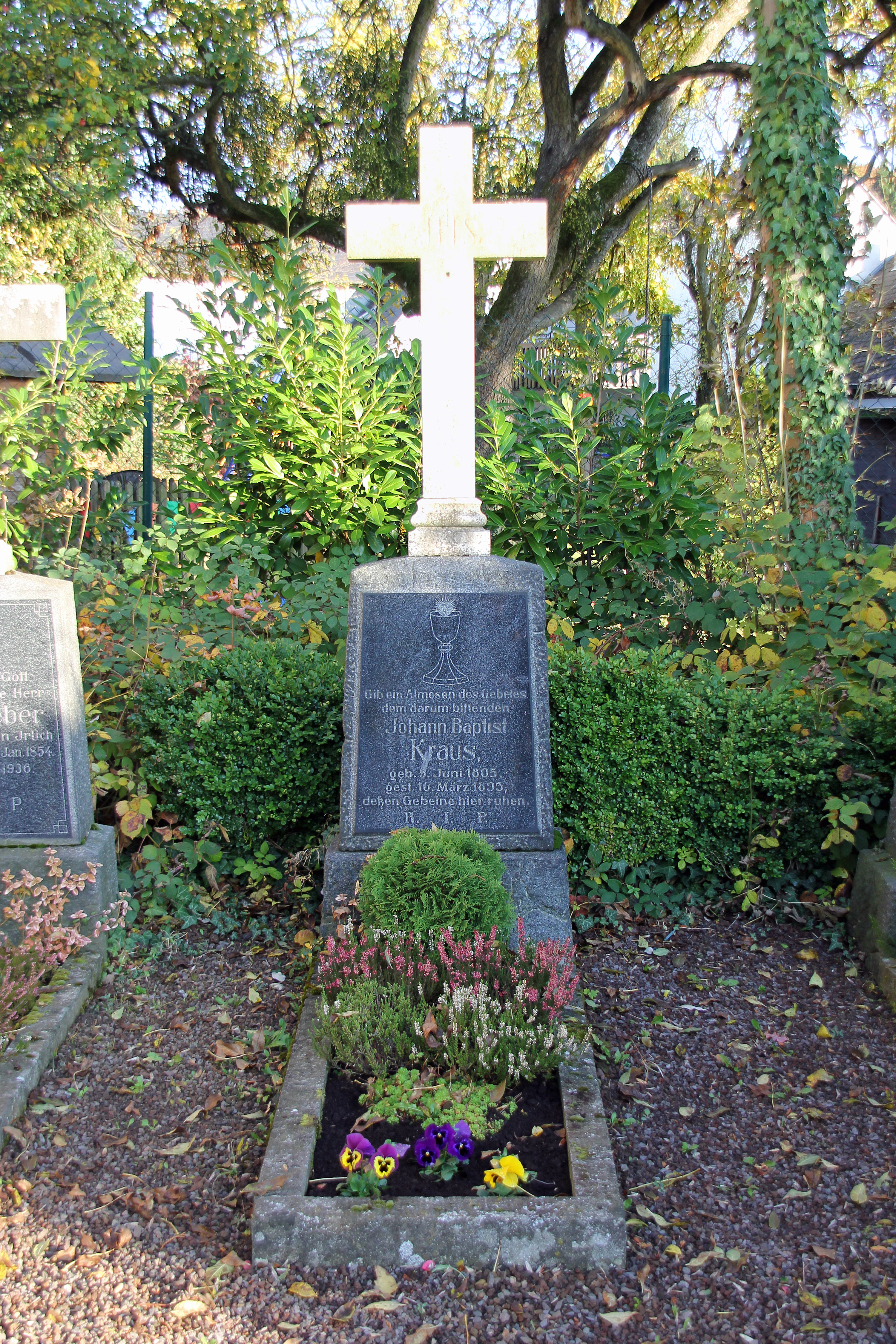
Grab von Johann Baptist Kraus auf dem Friedhof neben der St-Nikolaus-Kirche

Johann Baptist Kraus (* 6. Juni 1805 in Vallendar; † 16. März 1893 in Arenberg) war ein katholischer Pfarrer und Begründer des Wallfahrtsorts Arenberg.

## Leben und Beruf
Johann Baptist Kraus wurde als ältester Sohn des Arztes Peter Friedrich Kraus und von Katharina Sebastiani in Vallendar bei Koblenz geboren. Kraus besuchte in Trier das Priesterseminar und wurde am 18. September 1830 zum Priester geweiht. In Engers trat er sogleich eine Stelle als Kaplan an. Danach wirkte er 1831 in Trier in der Kirche St. Paulin, 1833 in der Pfarrei Bendorf und schließlich ab dem 22. Juni 1834 bis zu seinem Tode in der Pfarrei Arenberg.
In Arenberg war er Begründer der später nach ihm benannten Pfarrer-Kraus-Anlagen, einer Landschaftsbilderbibel, die von 1845 bis 1860 als ein Naturpark zur religiösen Lebensorientierung geschaffen wurde, und der von 1860 bis 1872 gebauten Pfarr- und Wallfahrtskirche St. Nikolaus. Die spätere Kaiserin Augusta war seine Gönnerin und unterstützte den Bau der Anlagen. Kirche und Anlagen bescherten Arenberg in der Folgezeit einen hohen Bekanntheitsgrad als Wallfahrtsort.
Aufgrund seiner Bestrebungen entstand das Kloster Arenberg.

## Ehrungen
- 1930: Pfarrer-Kraus-Denkmal in Koblenz-Arenberg